# Chaetogonopteron longicercus
Chaetogonopteron longicercus är en tvåvingeart som beskrevs av Liao, Zhou och Yang 2008. Chaetogonopteron longicercus ingår i släktet Chaetogonopteron och familjen styltflugor. Inga underarter finns listade i Catalogue of Life.